# Eva Schütz (Ordensfrau)
Eva Schütz OSB (* 10. April 1899 in Bernried am Starnberger See; † 10. August 1950 im Gefangenenlager Oksadok, Provinz Chagang-do, Nordkorea) war eine deutsche römisch-katholische Ordensfrau, Missionarin und Märtyrin. 

## Leben
Eugenie Schütz trat bei den Missions-Benediktinerinnen von Tutzing ein, nahm den Ordensnamen Eva an und ging in die Mission nach Korea (im Bereich des Klosters Tokwon). Nach der Besetzung durch die koreanische kommunistische Geheimpolizei am 10. Mai 1949 wurde sie in das Gefangenenlager Oksadok verschleppt und starb dort im August 1950. 

## Gedenken
Die Römisch-katholische Kirche in Deutschland hat Schwester Eva Schütz als Märtyrer in das deutsche Martyrologium des 20. Jahrhunderts aufgenommen.